# Caconemobius fori
Caconemobius fori, conocido como grillo de lava de Kīlauea o grillo de lava oscura (en hawaiano: ʻūhini nēnē pele), es una especie de grillo de lava endémica de la isla de Hawái. Se encuentra en flujos de lava recientemente solidificados producidos por Kīlauea y Mauna Loa.

## Descripción
Caconemobius fori es un grillo pequeño, de aproximadamente 9 milímetros de longitud. Carece de alas pero es capaz de saltar distancias significativas cuando se le molesta. Esta especie tiene un color oscuro y una calidad general brillante, lo que hace que se mezclen muy bien con la lava recién solidificada que constituye su hábitat. Se ha observado que se parecen mucho a las lágrimas de Pele eyectadas de vidrio volcánico que se producen en su hábitat.

## Distribución y hábitat
Caconemobius fori es endémico de los flujos de lava recientemente enfriados (del orden de décadas) en la gran isla de Hawái. Es una de las primeras especies en colonizar un campo de lava después de su formación, llegando incluso antes de que cualquier vida vegetal significativa pueda afianzarse. Se desconoce dónde se encuentran los grillos una vez que un campo de lava ha sido colonizado por vida vegetal.
Una vez que ha pasado el tiempo suficiente para que cualquier planta significativa colonice un flujo de lava, C. fori desaparece del hábitat. Nunca se ha registrado que esta especie se encuentre dentro de los 15 m de cualquier vegetación establecida. Por el contrario, se ha encontrado tan cerca como 100 m de un respiradero volcánico activo.

## Ecología
Caconemobius fori es una especie estrictamente nocturna.
Como C. fori es uno de los primeros en llegar después de que se forma un flujo de lava, la especie depende completamente de los desechos arrastrados por el viento para alimentarse, incluido material vegetal y espuma de mar. Los vientos casi constantes sobre los campos de lava fresca pueden transportar escombros a varios kilómetros de su fuente, proporcionando una fuente de nutrición para estos grillos.
Si bien C. fori se puede encontrar de noche en campos de lava sin ningún equipo, aparentemente se siente especialmente atraído por el queso, que los investigadores utilizan como cebo en trampas para estudiar esta especie.